# Эйлер, Николай Павлович
Николай Павлович Эйлер (1822 — 8 [20] апреля 1882, Санкт-Петербург) — русский военный и государственный деятель, генерал-лейтенант. Волынский (1866) и Киевский губернатор (1866—1868).

## Биография
Сын генерал-майора Павла Христофоровича Эйлера и правнук известного учёного Леонарда Эйлера родился в 1822 году.
Окончил кадетский корпус, в августе 1842 года. — Михайловское артиллерийское училище. Будучи произведённым в прапорщики с зачислением по артиллерии, оставлен при училище для продолжения обучения в офицерских классах.
В 1844 году прикомандирован к лёгкой № 2 батарее лейб-гвардии конной артиллерии. В 1852 г. произведён в капитаны. С августа 1855 г. (в крымскую кампанию 1853—1856 гг.) — командующий резервной батареей гвардейской конной артиллерии, затем — командующий лёгкой № 1 батареей гвардейской конной артиллерии. В 1856—1864 г. — полковник, командир батареи. В батарее обучал солдат и нижних чинов артиллерийскому делу, используя модели, инструменты, рисунки и чертежи; основам фортификации. В 1862 г. он был назначен членом в комиссию при штабе гвардейского корпуса для определения размера и порядка довольствования артиллерийских частей всеми видами снабжения.
В 1864 г. состоял в комиссии по приёму экзаменов у воспитанников военных училищ. С апреля 1864 г. — флигель-адъютант Свиты Е. И. В. с зачислением по гвардейской конной артиллерии. В том же году в командировке в Германии и Франции знакомился с применением нарезной артиллерии, после чего на Кавказе обучал войск обращению с нарезной артиллерией. В августе 1864 года (ещё в период командировки) был произведён в генерал-майоры с зачислением в свиту Е. И. В.
С 14 октября 1865 года — председатель комитета по составлению программ для преподавания артиллерии в военных училищах.
С мая 1866 года — Волынский губернатор; в 1866—1868 годах — Киевский губернатор.
С 1868 года — в свите Е. И. В.; неоднократно командирован для наблюдения за сборами и обучением отпускных нижних чинов.
С августа 1873 года — генерал-лейтенант с прикомандированием к главному артиллерийскому управлению.
Умер 8 (20) апреля 1882 года. Похоронен в Санкт-Петербурге на Волковском лютеранском кладбище.

## Награды
- Орден Святой Анны 2-й степени (1859, императорская корона к ордену — 1861)
- Орден Святого Владимира 3-й степени (1867)
- Орден Св. Станислава 1-й степени (1870)
- Орден Святой Анны 1-й степени (1878)
- Орден Святого Владимира 2-й степени
- Орден Белого орла
- Орден Святого Александра Невского

## Семья
Состоял в гражданском браке с Луизой Энриковной Фойгт (артистка Юрьева). Их дети:
- Александр (16 [28] декабря 1862 — 13 апреля 1921) — начальник Управления радиотелеграфа при главнокомандующем Маньчжурскими армиями (1905), инспектор почт и телеграфов ГУПиТ, полковник[4].
- Софья — с 17 февраля 1891 года замужем за поручиком Леонидом Владимировичем Жадвойн (1857—1904); у них 27 февраля 1893 года родился сын Николай.